# Chacièrs
Chassiers és un municipi francès situat al departament de l'Ardecha i a la regió d'Alvèrnia-Roine-Alps. L'any 2007 tenia 982 habitants.

## Demografia

### Població
El 2007 la població de fet de Chassiers era de 982 persones. Hi havia 383 famílies de les quals 118 eren unipersonals (61 homes vivint sols i 57 dones vivint soles), 139 parelles sense fills, 102 parelles amb fills i 24 famílies monoparentals amb fills.
La població ha evolucionat segons el següent gràfic:
Habitants censats

### Habitatges
El 2007 hi havia 629 habitatges, 387 eren l'habitatge principal de la família, 225 eren segones residències i 16 estaven desocupats. 504 eren cases i 54 eren apartaments. Dels 387 habitatges principals, 296 estaven ocupats pels seus propietaris, 81 estaven llogats i ocupats pels llogaters i 9 estaven cedits a títol gratuït; 4 tenien una cambra, 20 en tenien dues, 66 en tenien tres, 100 en tenien quatre i 197 en tenien cinc o més. 296 habitatges disposaven pel capbaix d'una plaça de pàrquing. A 204 habitatges hi havia un automòbil i a 153 n'hi havia dos o més.

### Piràmide de població
La piràmide de població per edats i sexe el 2009 era:
| Homes | Edats   | Dones |
| ----- | ------- | ----- |
| 0     | 95 o +  | 4     |
| 4     | 90 a 94 | 12    |
| 8     | 85 a 89 | 16    |
| 0     | 80 a 84 | 4     |
| 24    | 75 a 79 | 12    |
| 24    | 70 a 74 | 24    |
| 12    | 65 a 69 | 24    |
| 32    | 60 a 64 | 28    |
| 12    | 55 a 59 | 12    |
| 36    | 50 a 54 | 36    |
| 24    | 45 a 49 | 36    |
| 32    | 40 a 44 | 20    |
| 44    | 35 a 39 | 24    |
| 20    | 30 a 34 | 36    |
| 32    | 25 a 29 | 56    |
| 20    | 20 a 24 | 24    |
| 24    | 15 a 19 | 16    |
| 32    | 10 a 14 | 24    |
| 24    | 5 a 9   | 16    |
| 12    | 0 a 4   | 16    |

## Economia
El 2007 la població en edat de treballar era de 644 persones, 384 eren actives i 260 eren inactives. De les 384 persones actives 334 estaven ocupades (172 homes i 162 dones) i 49 estaven aturades (23 homes i 26 dones). De les 260 persones inactives 54 estaven jubilades, 40 estaven estudiant i 166 estaven classificades com a «altres inactius».

### Ingressos
El 2009 a Chassiers hi havia 384 unitats fiscals que integraven 843,5 persones, la mediana anual d'ingressos fiscals per persona era de 17.007 €.

### Activitats econòmiques
Dels 30 establiments que hi havia el 2007, 1 era d'una empresa alimentària, 2 d'empreses de fabricació d'altres productes industrials, 8 d'empreses de construcció, 4 d'empreses de comerç i reparació d'automòbils, 1 d'una empresa de transport, 3 d'empreses d'hostatgeria i restauració, 1 d'una empresa d'informació i comunicació, 1 d'una empresa financera, 5 d'empreses de serveis, 2 d'entitats de l'administració pública i 2 d'empreses classificades com a «altres activitats de serveis».
Dels 11 establiments de servei als particulars que hi havia el 2009, 3 eren paletes, 2 guixaires pintors, 1 fusteria, 2 lampisteries, 1 perruqueria i 2 restaurants.
Dels 2 establiments comercials que hi havia el 2009, 1 era una botiga de més de 120 m² i 1 una botiga de menys de 120 m².
L'any 2000 a Chassiers hi havia 28 explotacions agrícoles que ocupaven un total de 150 hectàrees.

## Equipaments sanitaris i escolars
El 2009 hi havia una escola elemental.

## Poblacions més properes
El següent diagrama mostra les poblacions més properes.